# Bagalkot
Bagalkot là một thị xã và là nơi đặt hội đồng thành phố của quận Bagalkot thuộc bang Karnataka, Ấn Độ.

## Địa lý
Bagalkot có vị trí 16°11′B 75°42′Đ / 16,18°B 75,7°Đ Nó có độ cao trung bình là 533 mét (1748 foot).

## Nhân khẩu
Theo điều tra dân số năm 2001 của Ấn Độ, Bagalkot có dân số 91.596 người. Phái nam chiếm 52% tổng số dân và phái nữ chiếm 48%. Bagalkot có tỷ lệ 70% biết đọc biết viết, cao hơn tỷ lệ trung bình toàn quốc là 59,5%: tỷ lệ cho phái nam là 77%, và tỷ lệ cho phái nữ là 62%. Tại Bagalkot, 12% dân số nhỏ hơn 6 tuổi.